# Bistum Punalur
Das Bistum Punalur (lat.: Dioecesis Punalurensis) ist eine in Indien gelegene römisch-katholische Diözese mit Sitz in Punalur.

## Geschichte
Das Bistum wurde am 21. Dezember 1985 durch Papst Johannes Paul II. mit der Apostolischen Konstitution Verba Christi aus Gebietsabtretungen des Bistums Quilon errichtet und dem Erzbistum Verapoly als Suffraganbistum unterstellt. Am 17. Juni 2004 wurde das Bistum Punalur dem Erzbistum Trivandrum als Suffraganbistum unterstellt.

## Territorium
Das Bistum umfasst den Distrikt Pathanamthitta sowie einige Taluks in den Distrikten Alappuzha und Kollam im Bundesstaat Kerala.

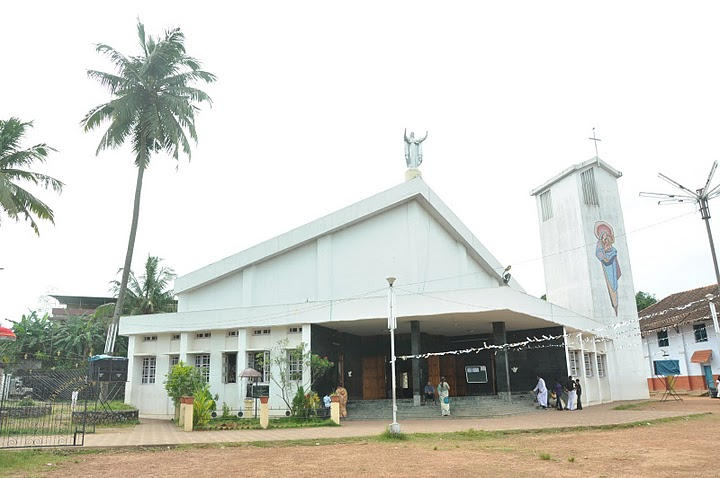
Kathedrale St. Mary in Punalur

## Bischöfe von Punalur
- Mathias Kappil, 1985–2005
- Joseph Kariyil, 2005–2009, dann Bischof von Cochin
- Selvister Ponnumuthan, seit 2009